# 青野ケ原駅
青野ケ原駅（あおのがはらえき）は、兵庫県小野市復井町字十郎にある、西日本旅客鉄道（JR西日本）加古川線の駅である。

## 概要
加古川駅が管理している無人駅であるが、自動券売機が設置されている。駅舎はコミュニティホール「ぽっぽAONOGAHARA」が併設されている。

## 歴史
- 1913年（大正2年）8月10日：播州鉄道 国包駅（現在の厄神駅） - 西脇駅間の開通と同時に、大門口駅として開業[1][2][4]。旅客・貨物の取扱を開始[1]。
- 1916年（大正5年）11月22日：播鉄大門駅に改称[2][5]。
- 1923年（大正12年）12月21日：路線譲渡により播丹鉄道の駅となる[6]。
- 1943年（昭和18年）6月1日：播丹鉄道の国有化により、鉄道省加古川線の駅となる[7]。同時に青野ケ原駅に改称[1][2]。
- 1962年（昭和37年）9月1日：貨物の取扱を廃止[1]。
- 1973年（昭和48年）10月1日：荷物扱い廃止[1]。
- 1986年（昭和61年）11月1日：無人化[8]。
- 1987年（昭和62年）4月1日：国鉄分割民営化により西日本旅客鉄道（JR西日本）の駅となる[1]。
- 1990年（平成2年）6月1日：加古川鉄道部発足により、その管轄となる[9]。
- 2004年（平成16年）12月19日：加古川線電化と同時に駅舎改築[2]。
- 2009年（平成21年）7月1日：加古川鉄道部廃止に伴い神戸支社直轄へ変更され、加古川駅が管理するようになる[3]。
- 2016年（平成28年）3月26日：ICカード「ICOCA」の利用が可能となる[10]。ICカード専用簡易改札機で対応。

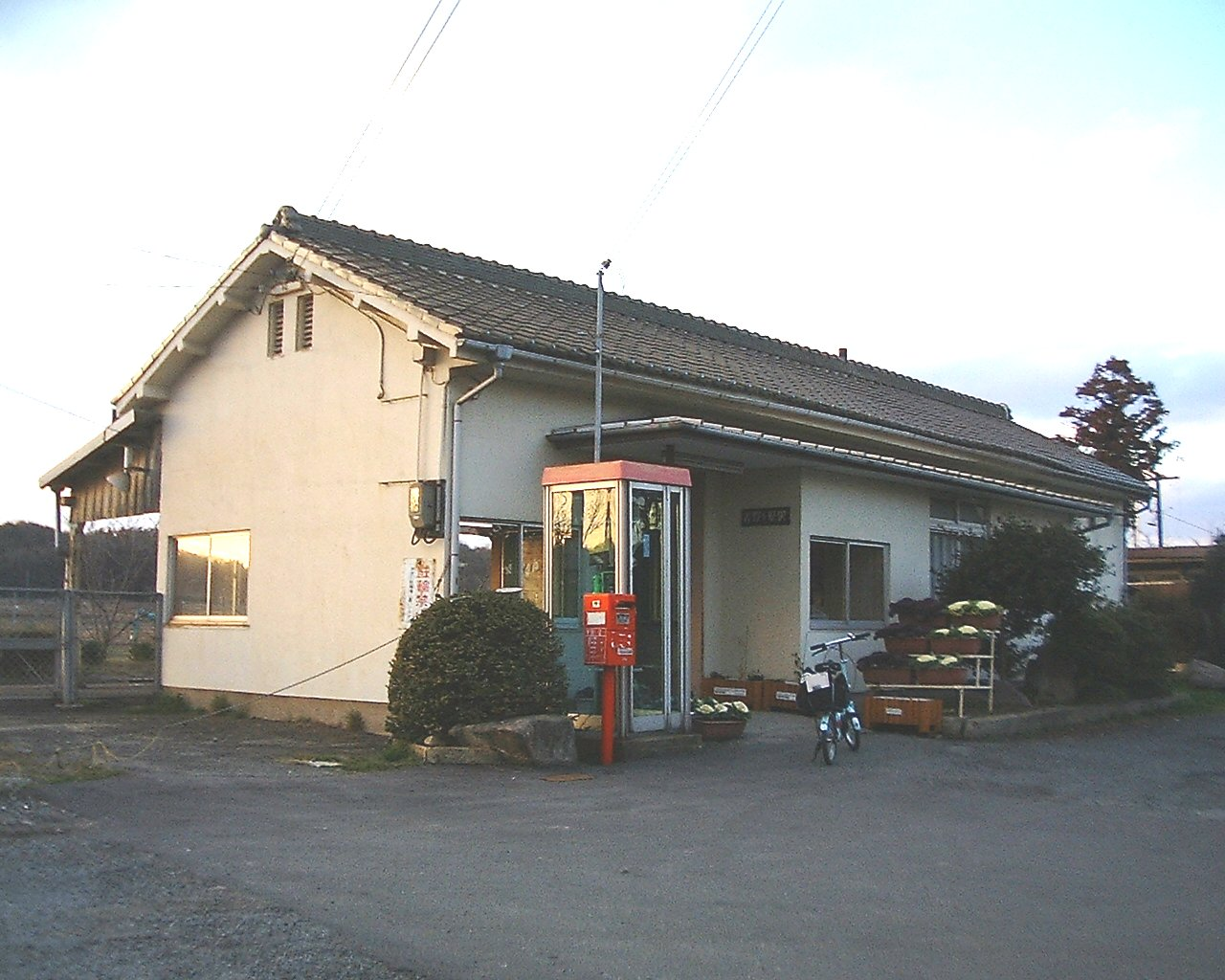
旧駅舎（2003年2月）

## 駅構造
谷川方面に向かって右側に単式1面1線のホームを持つ地上駅（停留所）になっている。かつては相対式2面2線であったが、片側（谷川方面に向かって左側）は撤去された。

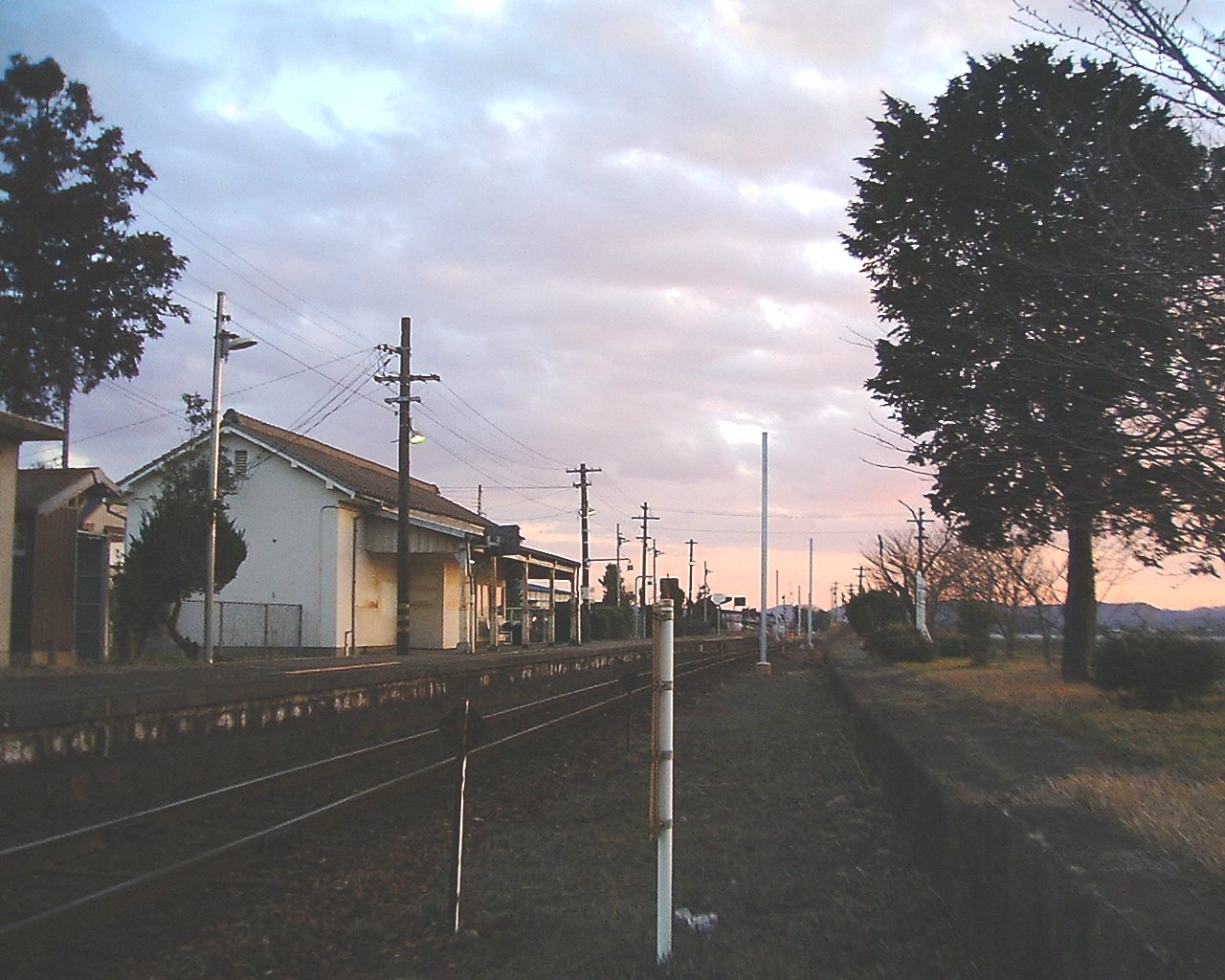
非電化時代の駅構内（2003年2月）

## 利用状況
1日平均の乗車人員は143人である（2023年度）。
（小野市統計書・兵庫県統計書より）
| 年度 | 1日平均 乗車人員 |
| ---- | ---------------- |
| 1997 | 252              |
| 1998 | 247              |
| 1999 | 251              |
| 2000 | 261              |
| 2001 | 257              |
| 2002 | 270              |
| 2003 | 270              |
| 2004 | 245              |
| 2005 | 245              |
| 2006 | 228              |
| 2007 | 237              |
| 2008 | 228              |
| 2009 | 202              |
| 2010 | 191              |
| 2011 | 183              |
| 2012 | 185              |
| 2013 | 176              |
| 2014 | 161              |
| 2015 | 179              |
| 2016 | 164              |
| 2017 | 160              |
| 2018 | 149              |
| 2019 | 158              |
| 2020 | 139              |
| 2021 | 136              |
| 2022 | 139              |
| 2023 | 143              |

## 駅周辺
開業時より1943年まで駅名に使用されていた大門とは加古川を挟んだ対岸の加東市にあり、加古川の水運の要所として栄えた。また、当駅は旧陸軍青野原演習場への物資輸送を担った。
- 陸上自衛隊青野原駐屯地[2]
- 土井病院
- 介護老人保健施設 薫楓苑
- 亀鶴保育所
- 小野八ヶ池自然公園[11]
- 河合運動広場[12]
- 慶徳寺

## 隣の駅
西日本旅客鉄道（JR西日本）
 加古川線
河合西駅 - 青野ケ原駅 - 社町駅